# Hexen bis aufs Blut gequält
Hexen bis aufs Blut gequält, auch bekannt unter dem internationalen Titel Mark of the Devil, ist ein 1969 in Österreich gedrehter und international besetzter deutscher Horror-, Trash- und Exploitationfilm um Hexenjagden in Mitteleuropa zur Barockzeit. Die Hauptrollen übernahmen Herbert Lom und Udo Kier. Regie führten Adrian Hoven (etwa zu zwei Dritteln) und Michael Armstrong (etwa ein Drittel), der dennoch die alleinige Namensnennung erhielt. Aufgrund zahlreicher sadistischer Folterszenen und der Tatsache, dass der Film viele Jahre lang in diversen Ländern auf dem Index stand (und zum Teil noch steht), hat er sich in Exploitation-Fankreisen zum Kultfilm entwickelt. Seine Uraufführung erlebte er am 19. Februar 1970. Der Film Hexen – geschändet und zu Tode gequält aus dem Jahr 1973 ist keine Fortsetzung von Hexen bis aufs Blut gequält, sondern wurde nur im Ausland als Mark of the Devil 2 beworben, um ihn besser verkaufen zu können.

## Handlung
Ein Dorf in Österreich, kurz nach 1700. Die Hexenjagden in Kontinentaleuropa treiben ihrem Höhepunkt zu. Schon die ersten Filmszenen zeigen das gesamte Ausmaß der Barbarei. Nonnen werden am Wegesrand überfallen und geschändet, vermeintlichen Sündern mal die Finger abgehackt, mal werden sie geteert und gefedert. Und zur allgemeinen Volksbelustigung findet die eine oder andere Hexenverbrennung auf dem Marktplatz statt. Albino, der ebenso skrupellose wie lüsterne und grausame Folterer und Hexenjäger im Namen der katholischen Kirche, der nicht lesen kann, verrichtet sein Handwerk mit sadistischer Freude. Er missbraucht regelmäßig Frauen und bezichtigt diese der Hexerei, sollten sie ihm nicht willig sein.
Die brünette Gastwirtin Vanessa, auf die der furchterregende Sadist ein Auge geworfen hat, bekommt seine Macht bald mit aller Härte zu spüren. Als er sich ihr im Wirtshaus nähert und in ihr Dekolletee fassen will, gibt sie ihm eine klare Abfuhr. Sie schlägt Albino ins Gesicht und schnauzt ihn an, er warnt sie, dass es für ihn ein Leichtes sei, zu behaupten, sie sei eine Hexe und mit Satan im Bunde. Vanessa ist unbeeindruckt. „Das ist wohl der einzige Weg, wie du an eine Frau kommst!“ faucht sie und spuckt ihm ins Gesicht. Als er mit ihr zu kämpfen beginnt, ergreift sie ein Messer und zieht es ihm quer durchs Gesicht. Sie will hinauslaufen und wird vom faltigen Finsterling lautstark der Teufelsanbetung bezichtigt. Albino ruft den Wirtshausgästen zu: „Haltet sie fest, die Hexe“. Sie wird von zwei kräftigen Männern festgehalten. Vor den Augen der Gäste beginnt Albino mit der Folter: Er sticht mit einer Nadel in den Leberfleck inmitten ihres Gesichts. Tapfer erträgt Vanessa die Schmerzen, ohne zu schreien. Aus dem Leberfleck fließt etwas Blut. „Seht her“, ruft Albino triumphierend in die Runde, „sie fühlt keinen Schmerz!“. Dann beginnt er in ihren blanken Rücken zu stechen. Plötzlich geht die Wirtshaustür auf, und es erscheint ein junger Mann in Begleitung des Henkers Jeff Wilkens und eines Advokaten. Der junge Mann heißt Christian de Meron und stellt Albino zur Rede. Während er Vanessa aus dessen Fängen vorläufig befreien kann und sie zum Schutz in die nahegelegene Burg einlädt, prügelt der sadistisch veranlagte Wilkens mit einer Peitsche voller Freude auf Albino ein.
De Meron begleitet seinen soeben im Schloss eingetroffenen Herrn, Lord Cumberland, und der bedeutet für Albino harte Konkurrenz. Er ist ebenfalls ein Hexenjäger, der als Inquisitor überall im Land Teufelswerk und Hexenumtriebe vermutet („Ich erkenne eine Hexe, wenn ich sie sehe“). Und seine Methoden sind nicht minder brutal als die Albinos. Seine Ankunft im Dorf verbreitet nur Angst und Schrecken. Seine Machtstellung missbraucht er, von der optischen Erscheinung her ganz Edelmann, wie Albino skrupellos. Der ihm zur Seite stehende Christian soll von ihm das blutige Handwerk der Hexenjagd und der Folter erlernen. Cumberland hält Gericht im Schloss und fertigt die der Hexerei oder der Teufelsanbetung Beschuldigten im Eiltempo ab. Das tagtägliche, blutige Handwerk überlässt Cumberland dem Henker und Folterspezialisten Wilkens. Als Vanessa, die in der Zwischenzeit von Albino erneut überfallen und ausgepeitscht wurde, vor den Richter kommt, fehlt ihre Anklageschrift. In einer Verhandlungsunterbrechung erklärt Christian seinem Herrn, dass die Anklagepunkte gefälscht seien. Doch Cumberland hält per se alle angeklagten Frauen für Hexen – ohne Ausnahme.
Das brutale Foltern im Ort geht weiter, bald trifft es auch den jungen Adligen Baron Daume, der behauptet, dass die römisch-katholische Kirche ein Komplott gegen ihn schmiede, und Deirdre. Ihr Vergehen: Die hübsche Blondine hatte ein uneheliches Kind geboren und wurde aus der Kirche ausgestoßen. Ihre Verteidigung ist auch ihr Todesurteil: „Mir wurde vom Erzbischof Gewalt angetan“. Für Cumberland, der darüber nur höhnisch lacht, eine ungeheure Unterstellung, die sie unbedingt im Folterkeller widerrufen müsse. Für ihn ist das Kind eine Frucht des Teufels, die Folge von Geschlechtsverkehr mit dem Teufel. Im Folterkeller wird Deirdre auf die Streckbank gespannt, ihre Fußsohlen werden mit glühenden Eisen gebrandmarkt. Unter unerträglichen Schmerzen gibt sie alle möglichen Dinge zu, nur nicht die, die ihr zur Last gelegt wurden. Während Folterknecht Wilkens sie mit diabolischem Vergnügen weiter malträtiert, schreibt der zufrieden grinsende Advokat der Anklage alles mit. Halb tot geschlagen, zerrt man ihren malträtierten Körper erneut vor Cumberland. Doch sie bleibt weiterhin tapfer und standhaft und ist nicht bereit, sich dem Terror zu beugen. Cumberland ist außer sich und befiehlt, sie zurück in den Folterkeller zu bringen. Schließlich wird dem geschundenen Mädchen vor den Augen Cumberlands und seines angewiderten Adlatus Christian von Wilkens mit einer Zange die Zunge aus dem Mund gerissen.
Mehr und mehr kommen Christian Zweifel an der Richtigkeit des Tuns seines Herrn und Lehrmeisters angesichts der ungeheuren Brutalität, mit der Cumberland vorgeht und seine Machtstellung aufs Schändlichste missbraucht. Cumberland erkennt Christians aufkommende Zweifel und erklärt ihm: „Wir dürfen niemals Schwäche zeigen bei der Umsetzung von Gottes Werk“. Längst hat sich der junge Mann in die vor den Nachstellungen Albinos gerettete Vanessa verliebt und ist von ihrer Unschuld überzeugt. Er konfrontiert den Hexenjäger Albino mit seinem Tun. Dieser verteidigt sich gegenüber Christian: „Sie hat mit dem Teufel Liebe gemacht!“. Inzwischen findet die Schändung von Deirdres Körper ihr schreckliches Ende. Aus dem Mund blutend, wird die blonde Schönheit mittels eines Holzgerüsts über einen lodernden Scheiterhaufen gespannt und mit Seilen allmählich abgesenkt, bis ihr Körper in den Flammen verbrennt.
Die Übergriffe nehmen immer groteskere Formen an. Ein umherziehender Marionettenspieler wird verhaftet, weil seine Puppen „sprechen“ und die anwesenden Inquisitoren und Folterer sich von seinem Kindertheater verspottet fühlen. Während der Puppenspieler der Wasserfolter ausgesetzt wird, vergewaltigt Cumberland dessen Frau. Baron Daume wird zusammengeschlagen und muss sich mit nacktem Hinterteil auf einen mit Eisendornen gespickten Stuhl setzen. In der Zwischenzeit verleben Christian und Vanessa seltene Momente der Zärtlichkeit und des Glücks. Nahezu gleichzeitig geraten Cumberland und Albino heftig aneinander. Der Streit eskaliert, als Albino dem Lord ins Gesicht sagt, dass dieser sich nur deswegen an den Folterungen der Frauen ergötze, weil er impotent sei. Daraufhin erwürgt Cumberland ihn in einem Anfall von überbordendem Zorn, Christian beobachtet dies, zieht sich in seine Kammer zurück und bricht in Tränen aus. Christian befreit Vanessa und bringt sie aus dem Schloss; als Christian auch Baron Daume befreien will, werden beide von Cumberland erwischt und in den Kerker gesperrt.
Das Maß ist voll. Vanessa stachelt die Einwohner auf, sich gegen die Willkür und die Brutalitäten der selbsternannten Hexenjäger aufzulehnen. Eine kleine Revolution bahnt sich an. Das Bauernvolk steht auf und stürmt, mit Mistgabeln, Sensen, Dreschflegeln und Stangen bewaffnet, das Schloss, in dem die meisten Folterungen begangen werden. Während im Vorhof Soldaten und Bauern aufeinander einprügeln, verrichtet Henker Wilkens nur wenig abseits vom Getümmel weiterhin sein mörderisches Werk und enthauptet als seinen letzten Akt des Terrors Baron Daume, auch die von Cumberland vergewaltigte Frau des Marionettenspielers soll im Namen der Kirche enthauptet werden, doch die Meute erreicht Wilkens und macht ihn nieder. Dabei werden ihm beide Beine abgetrennt. Christian, mit einer Kette an der Festungsmauer befestigt, wird befreit, ebenso alle anderen Gefangenen, nur die zwei Kinder des Marionettenspielers bleiben im geöffneten Verlies zurück, wo ihre Mutter sie wenig später findet.
Während Lord Cumberland sich im letzten Moment mit einem beherzten Sprung aus einem Burgfenster retten und in einer bereitstehenden Kutsche fliehen kann, ehe ihn das gemeine Volk in die Finger bekommt, steigt Christian bei seiner Flucht aus der Burg über Leichenberge. Als er ins Freie tritt, wartet vor dem Tor der aufgebrachte Pöbel, angeführt von dem sonst für die Hexenjäger arbeitenden Advokaten, der ständig die Seiten wechselt. Man schleppt Christian durch den Wald auf eine Wiese. Dort wird auch er mit spitzen Dornen zu Tode gefoltert. Seine Schreie hallen durch den Wald bis zum Schloss, wo Vanessa ihn hört. Sie eilt zu ihm, doch sie kommt zu spät.

## Synchronisation
| Rolle                                 | Darsteller        | Synchronsprecher                    |
| ------------------------------------- | ----------------- | ----------------------------------- |
| Lord Cumberland, der Inquisitor       | Herbert Lom       | Herbert Lom neue Szene: Willi Röbke |
| Vanessa, die Wirtin                   | Olivera Vučo      | Renate Danz                         |
| Christian de Meron, sein Lehrling     | Udo Kier          | Norbert Langer                      |
| Jeff Wilkens, der Folterer und Henker | Herbert Fux       | Herbert Fux                         |
| Baron Daume                           | Michael Maien     | Wolfgang Draeger                    |
| Johanna, seine Frau                   | Ingeborg Schöner  | Almut Eggert                        |
| der Advokat                           | Johannes Buzalski | Hans Walter Clasen                  |
| Albino, der Hexenjäger                | Reggie Nalder     | Gerd Martienzen                     |

## Produktionsnotizen
Der große Erfolg von Michael Reeves’ Der Hexenjäger (1968) setzte in Mitteleuropa kurzzeitig eine kleine Hexenfilmwelle in Gang. Nahezu zeitgleich entstanden Adrian Hovens Film und der von der deutschen Terra-Filmkunst Berlin mit spanischen und italienischen Partnern gedrehte Streifen Der Hexentöter von Blackmoor des spanischen Trash- und Horrorfilmregisseurs Jess Franco mit Christopher Lee in der Titelrolle. Das Wettrennen um die frühere Uraufführung gewann letztgenannter Film, der (in Italien) genau zwei Wochen vor Hexen bis aufs Blut gequält debütierte.
Der noch sehr junge britische Regisseur Michael Armstrong (* 1944) hatte unmittelbar vor dieser Inszenierung mit Gänsehaut im Juli 1969 seine erste Horrorfilmregie vorgelegt und erhielt daraufhin von Hoven den Zuschlag für die Regie des Hexenfilms. Seine Unzuverlässigkeit und sein Drogenkonsum – daran war bereits Reeves Anfang 1969 gestorben – sollen dazu geführt haben, dass Hoven nach etwa einem Drittel der Dreharbeiten selbst die Regie übernommen hat. Er verzichtete jedoch auf seine namentliche Nennung als Regisseur.
Gedreht wurde Hexen bis aufs Blut gequält an mehreren Orten in Österreich (Bundesländer Salzburg und Niederösterreich): Schloss Moosham, Mauterndorf und Krems. Schloss Moosham war im Mittelalter tatsächlich ein Gerichtssitz und besitzt eine Gerichtsstube sowie einen Folterkeller aus jener Zeit.
Um die Verkaufschancen im Ausland zu erhöhen, wurde der Film – für eine deutsche Produktion dieser Zeit höchst ungewöhnlich – auf Englisch gedreht.
Der soeben zu nationalem Ruhm gekommene Schlagersänger Michael Holm (Mendocino) erhielt von Hoven den Auftrag, die Filmmusik zu komponieren. Der erfahrene Filmarchitekt Max Mellin zeichnete für die Bauten (Folterkeller, barocke Schlossinterieurs, Wirtsstube) verantwortlich, Barbara Grupp für die vielfältigen historischen Kostüme. Es war der Beginn ihrer über 50-jährigen Karriere.
Die jugoslawische (serbische) Schauspielerin Olivera Katarina, die sich hier Olivera Vučo nannte, hielt sich gerade in Österreich auf, als sie für die weibliche Hauptrolle verpflichtet wurde. Bald darauf kehrte sie nach Jugoslawien zurück und setzte dort ihre Filmkarriere fort.
Für die deutsche Version synchronisierte sich der Wahlbrite und gebürtige Tscheche Herbert Lom, der über exzellente Deutschkenntnisse verfügte, selbst.
Der sein Leben lang auf skurrile Typen, Kleinschurken und Gewalttäter abonnierte Salzburger Schauspieler Herbert Fux hat die einzig komische Szene im gesamten Film: Nachdem der Marionettenspieler verhaftet und der Wasserfolter ausgesetzt wurde, schiebt Fux in der Rolle des Folterknechtes Wilkens vor dem Kerker Wache und versucht mit seinem besten (und wohl einzigen) Freund, einem Kaninchen, Puppentheater zu spielen. Er bindet kleine Schnüre an dessen vier Füßchen sowie an die beiden Ohren und zieht daran wie an einer Marionette (und wundert sich, dass das nicht klappt, da das Kaninchen unwillig herumzappelt).
Co-Regisseur und Produzent Hoven hat sich mit dem Puppenspieler, der aufgrund seiner „sprechenden“ Marionetten beschuldigt wird, mit dem Teufel im Bunde zu stehen, diese kleine Rolle auf den eigenen Leib geschrieben. Gemeinsam mit Armstrong verfasste er überdies – beide unter Pseudonym – das Drehbuch zu dem Film.
Im angloamerikanischen Raum lief der Film unter den Titeln Mark of the Devil und Burn, Witch, Burn. Dort wurden als Marketingtrick Spuckbeutel ausgegeben, sollten sich die Kinobesucher angesichts der ausufernden Gewaltszenen übergeben müssen. Die besonders grausame Szene, in der Deirdre (Gaby Fuchs) eine Mundsperre eingefügt und ihr vom Folterknecht Wilkens mit einer Zange die Zunge aus dem Mund gerissen wird, fand dort wie auch in Italien und spanischsprachigen Ländern als Plakatmotiv ihre höchst werbeträchtige Verwendung.
Der gewaltige internationale Erfolg des Films ließ Adrian Hoven 1972 einen weiteren Hexenfilm – keine Fortsetzung im eigentlichen Sinn – inszenieren, diesmal unter dem Titel Hexen – geschändet und zu Tode gequält. Erneut mit von der Partie war dort unter anderen der aufgrund seiner außergewöhnlichen Physiognomie besonders angsteinflößende Reggie Nalder (im ersten Film der Hexenjäger Albino), dessen Charakter aber diesmal einen anderen Namen erhielt. In beiden Filmen spielt Adrian Hovens Sohn Percy, ein späterer Fernsehmoderator, mit: Während der Vierjährige 1969 noch die kleine Rolle seines Sohnes hatte, der sich wild tretend und schlagend auf den Folterer seines Vaters stürzt, war seine Rolle 1972 deutlich größer.

## Beschlagnahme und Rehabilitierung
Nachdem Hexen bis aufs Blut gequält lange Zeit legal nur in einer zensierten Version erhältlich gewesen war, veröffentlichte die Firma Astro Distribution GmbH Ende der 1990er Jahre erstmals die unzensierte Version auf VHS. Diese Version wurde vom AG Wolfhagen mit einem Beschlagnahmebeschluss vom 10. Juli 2000 wegen § 131 StGB (Gewaltdarstellung) bundesweit beschlagnahmt. Es folgten in den darauffolgenden Jahren noch weitere Beschlagnahmungen. Eine legale und unzensierte Veröffentlichung in Deutschland galt hiermit als ausgeschlossen, da durch die Beschlagnahme der gewerbliche Handel unterbunden wurde. Infolgedessen erschienen weitere Veröffentlichungen, mit Ausnahme einer Laserdisc, nur noch in Österreich von der Firma XT Video auf DVD und war dadurch lediglich über den Import zu erwerben.
Ungeachtet dieser Umstände sicherte sich die Firma Turbine Medien im März 2011 die Rechte für den deutschen und österreichischen Markt, um den Film legal und unzensiert in Österreich zu veröffentlichen. Um den Film legal in Deutschland veröffentlichen zu können, musste erst die seit 2000 bestehende Beschlagnahme aufgehoben werden. Ungeachtet des juristischen Vorgehens wurde der Film im Mai 2012 in einer aufwendig restaurierten Fassung in einem 3-Disk-Set auf Blu-ray und DVD veröffentlicht. Im März 2016 gab Turbine Medien die Aufhebung der letzten Beschlagnahme bekannt. Die vollständige Rehabilitierung mitsamt dem Ändern der Eintragung von Listenteil B auf den Listenteil A der BPjM erfolgte etwa vier Monate später. Im Juli 2017 wurde die Indizierung des Films schließlich aufgehoben. Im August 2017 wurde der Film mit Keine Jugendfreigabe neu bewertet.

## Kritiken
Die Filmkritik reagierte bei der Uraufführung 1970 entgeistert bis entsetzt und angewidert. Hovens Produktion wurde nach der Erstaufführung Freude an genüsslich zelebrierten Gewalt- und Folterszenen vorgeworfen. So wurde der Einsatz der zum Teil originalen Folterwerkzeuge (Streckbänke, Folterzangen, Brandeisen, Daumenschrauben) mannigfach am lebenden Objekt demonstriert.
Das große Personenlexikon des Films bemerkte in Hinblick auf Hexen bis aufs Blut gequält und anderer Produktionen jener Jahre aus der Hand Hovens, es handele sich um „sadomasochistische Erotika mit einem Hang zu spekulativ-plumpen Folter- und Sexszenen“.
In Filme 1965–70 und im Lexikon des Internationalen Films ist über den Film zu lesen: „Sehr naiver, doch mit Sadismus genüßlich spekulierender Film, der weder kritische Distanz noch Sinn für Geschmack verrät.“
Die-besten-horrorfilme.de kommt zu folgendem Schluss: „Die Gore-Effekte sind aus heutiger Sicht zwar eher harmlos – aber allein durch die exzessive, selbstzweckhafte, schamlose Brutalität, die den Film von vorn bis hinten ausfüllt, vermag er durchaus auch heute noch zu schockieren.“
Spaniens Guia del video-cine stellte bezüglich dieses Horrorfilms, der in Spanien unter dem Titel La torturas de la inquisición lief, den großen kommerziellen Erfolg und seine cineastischen Folgen heraus: „Una realización muy popular en su momento en Europa por sus enormes dosis de crueldad y violencia, hasta el punto de provocar una cuantas imitaciones y alguna secuela“.
Entsetzt zeigt sich auch der Evangelischer Filmbeobachter: „Eine Brutalitätenschau ohne jede humanistische Tendenz. Sie fordert Sadisten als Zuschauer. Schärfster Protest gegen diesen Film!“

## Rezeption
Von 3. bis 5. April 2014 fand die filmwissenschaftliche Konferenz „Mark of the Devil: On a Classic Exploitation Film“ der Universität Wien statt, die sich mit Hexen bis aufs Blut gequält und Hexen – geschändet und zu Tode gequält befasste. Aus der Tagung ging eine Sonderausgabe des britischen Cine-Excess eJournal (2017) hervor, welche eine Reihe ausführlicher Artikel über beide Filmen (u. a. zu Autorschaft, Voyeurismus und Zensur) sowie ein Interview mit Joyce und Percy Hoven enthält.